# Fredrik Ericsson
Fredrik Ericsson (14 de marzo de 1975, Sundsvall, Suecia - 6 de agosto de 2010, en el K2, Pakistán) fue un montañero y esquiador extremo sueco. Creció en Umeå, en el norte de Suecia, pero pasó la mayor parte de su tiempo en Chamonix-Mont-Blanc, en los Alpes franceses.
Durante el verano de 2003 subió y descendió esquiado los 7495 metros del Ismoil Somoni (Pico Comunismo) en Tayikistán. En 2004 se convirtió en el primer sueco en descender esquiando un pico de 8000, al descender desde cerca de la cumbre del Shisha Pangma (8012m) en el Tíbet.
En 2005, Ericsson y su amigo noruego Jorgen Aamot hicieron un intento de descender esquiando el pico Laila (6069m) en Pakistán, pero las malas condiciones les obligaron a desistir a 5950m. Fueron las primeras personas en esquiar en esa montaña. El mismo año también descendió esquiado desde la cima del Gasherbrum II (8035m).
Ericsson volvió al Himalaya en 2007 para intentar su tercer ochomil, el Dhaulagiri (8167m) en Nepal. La gran cantidad de nieve y las peligrosas condiciones le obligaron a dar la vuelta cuando se encontraba cerca de los 8000 metros de altitud, desde donde descendió esquiando hasta el campamento base.
Ericsson también ha esquiado en lugares como Turquía, Islandia, Sicilia y el archipiélago Svalbard. Aparece en películas documentales como "Skiing Everest" y películas de esquí.
En la mañana del 6 de agosto de 2010, perdió la vida al sufrir una caída de más de 1000 metros desde el "cuello de botella" en el K2, mientras escalaba en compañía de Gerlinde Kaltenbrunner. Ericsson se encontraba desde el mes de junio en esta montaña, intentando el ascenso por la vía Cessen, con la intención de descenderla después esquiando.